# Guadalmez
Guadalmez ist ein Dorf und eine spanische Gemeinde (municipio) mit 707 Einwohnern (Stand: 2024) im Südosten der historischen Landschaft La Mancha in der Provinz Ciudad Real in der Region Kastilien-La Mancha in Zentralspanien. 

## Lage und Klima
Guadalmez liegt etwa 100 Kilometer südwestlich von Ciudad Real in einer Höhe von ca. 360 m. Das Klima ist meist trocken und warm; der spärliche Regen (ca. 503 mm/Jahr) fällt überwiegend in den Wintermonaten.

## Bevölkerungsentwicklung
| Jahr      | 1970 | 1981 | 1991 | 2001 | 2011 | 2021 |
| Einwohner | 1615 | 1187 | 1116 | 1049 | 902  | 721  |

Infolge der Mechanisierung der Landwirtschaft, der Aufgabe bäuerlicher Kleinbetriebe („Höfesterben“) und der dadurch ausgelösten „Landflucht“ ist die Einwohnerzahl des Dorfes in der zweiten Hälfte des 20. Jahrhunderts deutlich gesunken.

## Sehenswürdigkeiten
- Sebastianuskirche